# Uluçınar, İmamoğlu
Uluçınar là một xã thuộc huyện İmamoğlu, tỉnh Adana, Thổ Nhĩ Kỳ. Dân số thời điểm năm 2009 là 76 người.